# Reprezentacja Wybrzeża Kości Słoniowej w rugby union mężczyzn
Reprezentacja Wybrzeża Kości Słoniowej w rugby jest drużyną reprezentującą Wybrzeże Kości Słoniowej na międzynarodowych turniejach w tej dyscyplinie sportu.